# Ундуляції (геологія)
Ундуляції (рос. ундуляция, англ. undulation, нім. Undulation f) – у геології:

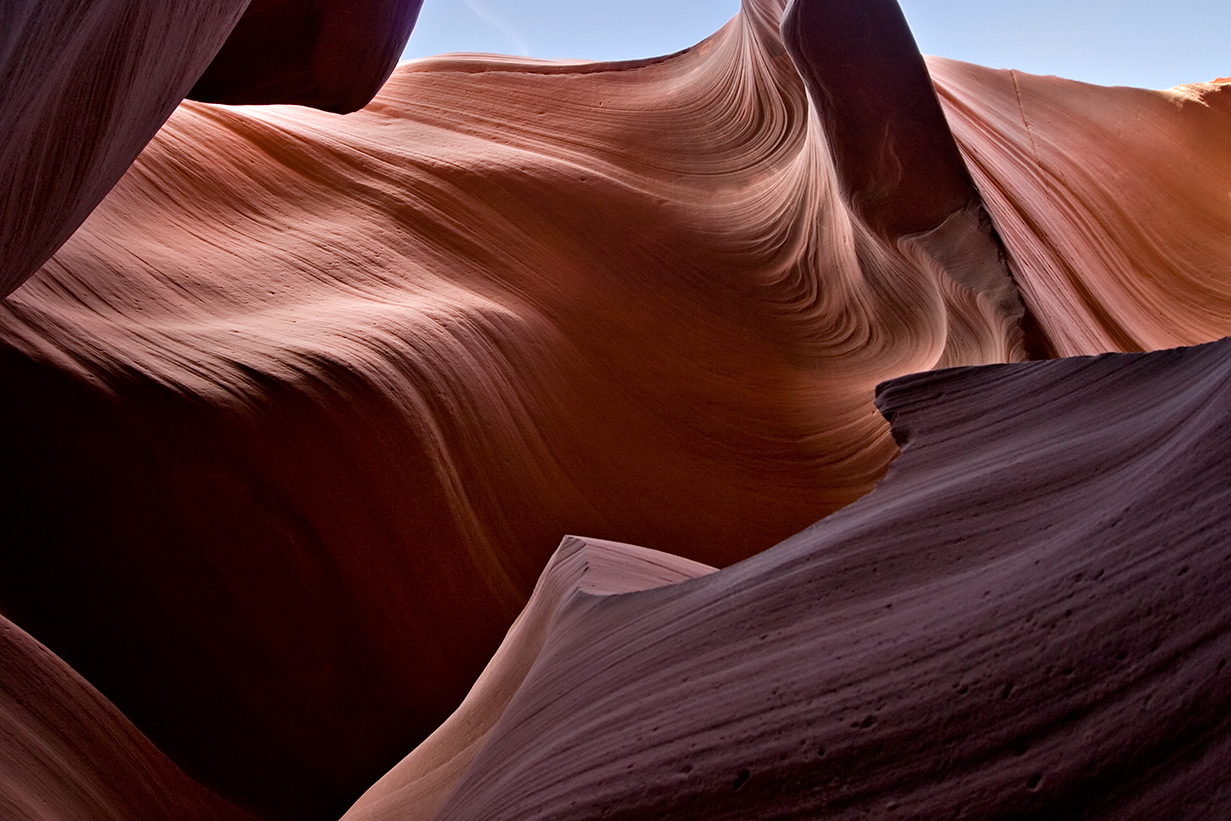
Хвилястість залягання гірських порід.

- 1. Хвилястість [unda – хвиля] – підняття і занурення шарнірів складок гірських порід.
- 2. Хвильові вигини в земній корі, що приводять до утворення складчастих структур в геосинкліналях. На противагу ундаціям ундуляції пов'язані зі складкотвірними рухами та їх формування супроводжується зміною залягання гірських порід.